# Дефонтения
Дефонтения (лат. Desfontainia) — род декоративноцветущих вечнозелёных кустарников.
Род назван в честь французского ботаника Рене Дефонтена.
Представители рода — вечнозелёные растения, однако зимой из-за сильных морозов листья могут скручиваться и опадать.

## В культуре
Единственный культивируемый вид — дефонтения колючая с красивыми трубчатыми цветками.
Культивируется как красивоцветущее декоративное растение. Цветёт в июне очень красивыми, трубчатыми цветками. После опадения цветков остаются красивые, зелёные листочки.

## Место и почва
Дефонтению высаживают в полутени под прикрытием стены. Предпочитает влажную, хорошо дренированную почву.

## Размножение
Дефонтения размножается зелёными черенками летом или посевом семян в отапливаемый парник весной.

## Виды
Род включает 3 вида:
- Desfontainia fulgens D.Don
- Desfontainia spinosa Ruiz & Pav. typus — Дефонтения колючая
- Desfontainia splendens Bonpl.